# Typhlodromina subtropica
Typhlodromina subtropica är en spindeldjursart som beskrevs av Muma och Denmark 1969. Typhlodromina subtropica ingår i släktet Typhlodromina och familjen Phytoseiidae. Inga underarter finns listade i Catalogue of Life.